# Nova Zelândia nos Jogos Olímpicos de Inverno de 1988
A Nova Zelândia competiu nos Jogos Olímpicos de Inverno de 1988, realizados em Calgary, Canadá.